# Восстание корнцев 1549 года
Восстание корнцев 1549 года или Восстание Книги Молитв (корн. Rebellyans an Lyver Pysadow Kemmyn; англ. Prayer Book Rebellion) — народное восстание против церковных реформ, проводимых королевской властью Англии; произошло в графствах Корнуолл и Девон.

## Предпосылки
В ходе английской Реформации, приведшей к разрыву отношений со Святым Престолом католической церкви, в 1549 году английский парламент принял Акт о единообразии. Он утверждал ввод в обязательное употребление «Книги Общих Молитв», содержавшей богослужебные тексты исключительно на английском языке. Наряду с экономическими проблемами, новая богослужебная книга вызвала недовольство в графствах Корнуолл и Девон, традиционно лояльных к католической церкви.
Рост недовольства новой книгой был также обусловлен тем, что жители Корнуолла в основном говорили на корнском языке и привыкли к службе на латыни. Нововведение разожгло серьёзное возмущение корнцев.
Годом ранее, в 1548 году, в Корнуолл прибыл специальный посланник Уильям Бади, заданием которого было проведение жестких действий антикатолического характера на территории графства. Результатом осквернения им католических святынь стало его убийство 5 апреля 1548 года в городе Хельстон. Кара за убийство не заставила себя долго ждать — в Лонсестонском замке были захвачены и казнены 28 корнцев.
На территории Девона и Корнуолла имело широкое распространение овцеводство. Ситуацию в экономическом плане для овцеводов ухудшил введённый подушный оклад. Возросшее давление на фермерские хозяйства увеличило недовольство населения графств, которое подогревалось слухами о введении налога на другие виды животноводства. Сочетание этих событий ещё больше накалило ситуацию в Корнуолле и Девоне.

## Восстание
Формально Акт 1549 года не налагал никаких наказаний на мирян за приверженность отменённому римскому обряду, но, поскольку совершение клириками богослужений по старому чину было запрещено, миряне тоже лишались возможности выбора. После насильственного изменения обряда, инициированного в день Святой Троицы, прихожане одного из храмов Девона заставили в Духов день священника вернуться к католической литургии. На следующее богослужение прибыли власти для обеспечения нововведений. В результате последовавшего столкновения один из сторонников изменений был заколот вилами на ступенях церкви.
После этого противостояния прихожане решили идти к Эксетеру и требовать полной отмены англиканских нововведений. Во время похода к ним присоединилось множество сторонников католицизма. Осаждённый город направил послание восставшим об их поддержке, тем не менее, городские ворота открыты не были, и город пробыл в осаде около месяца.
Тем временем восстание полностью охватило графства Корнуолл и Девон. Введение новой богослужебной книги стало последней каплей в чаше многолетних угнетений. К тому же предыдущие два года сопровождались скачком инфляции, в результате чего цены на пшеницу выросли в четыре раза. В Корнуолле армия повстанцев собиралась в городе Бодмин под руководством верных католицизму дворян.
Лояльных королю и новой литургической традиции стали преследовать, укрывавшиеся в замках дворяне в результате из-за нехватки продовольствия вынуждены были сдаться повстанцам. Многих лоялистов заключили под арест в Лонсестонском замке.
Армия повстанцев Корнуолла двинулась в Девон для объединения сил и похода на Лондон.

## Действия властей
Новости о положении дел на западе страны обеспокоили двор юного короля Эдуарда VI. Лорд-протектор герцог Сомерсет поручил одному из членов Тайного совета, сэру Гавайну Карью вести с бунтовщиками переговоры и попытаться усмирить их. В то же время лорду Джону Расселу был отдан приказ собрать армию для военного подавления мятежа.
Переговорщикам не удалось склонить к миру восставших. В результате на мятежников двинулась королевская армия из хорошо обученных воинов. Армия короля включала наемных итальянских аркебузиров и около тысячи немецких ландскнехтов. Всего армия насчитывала более 8600 воинов, включая 850 человек кавалерии.
В результате первого крупного сражения с повстанцами у Фенни Бриджес погибло примерно по 300 человек у каждой из сторон. Битва не принесла однозначной победы ни одной из сторон.
Следующие сражения принесли королевским войсках полную победу, восставшие были разгромлены, около тысячи восставших было убито на поле сражения, около 900 пленным позднее перерезали горло.
После отступления бунтовщиков в Девон и Корнуолл королевские войска, вдохновлённые победами, начали их преследование. Результатом явился ещё больший разгром повстанцев, большинство восставших корнцев были убиты либо захвачены в плен.

## Последующие события
После поражения восставших королевские войска прибыли в Девон и Корнуолл; в графствах подавлялись остатки сопротивления, многие из восставших были казнены. Лидеров мятежников доставили в Лондон для казни. Всего в восстании погибли около 5500 человек. Предложение о переводе молитвенника на корнский язык было отвергнуто центральной властью.
Гибель людей в ходе Восстания Книги Молитв и последующие репрессии, а также насильное введение английского молитвенника рассматривается как поворотный пункт в судьбе корнского языка, для которого — в отличие от валлийского — полный перевод Библии так и не был произведён.

## Наше время
В июне 2007 года англиканский епископ г. Труро (Корнуолл) заявил, что ужасная резня, устроенная королевскими войсками в подавлении корнского восстания более 450 лет назад, была огромной ошибкой англиканской церкви, за которую ей должно быть стыдно.
В частности, он заявил: «Меня часто спрашивают о моем отношении к Восстанию Книги Молитв, и, на мой взгляд, нет никаких сомнений в том, что английское правительство вело себя жестоко и глупо, они убили много корнцев. Я не думаю, что извинение за то, что происходило 500 лет назад, поможет, но я сожалею о том, что случилось, и я думаю, что это была огромная ошибка».